# Judeo-Marathi

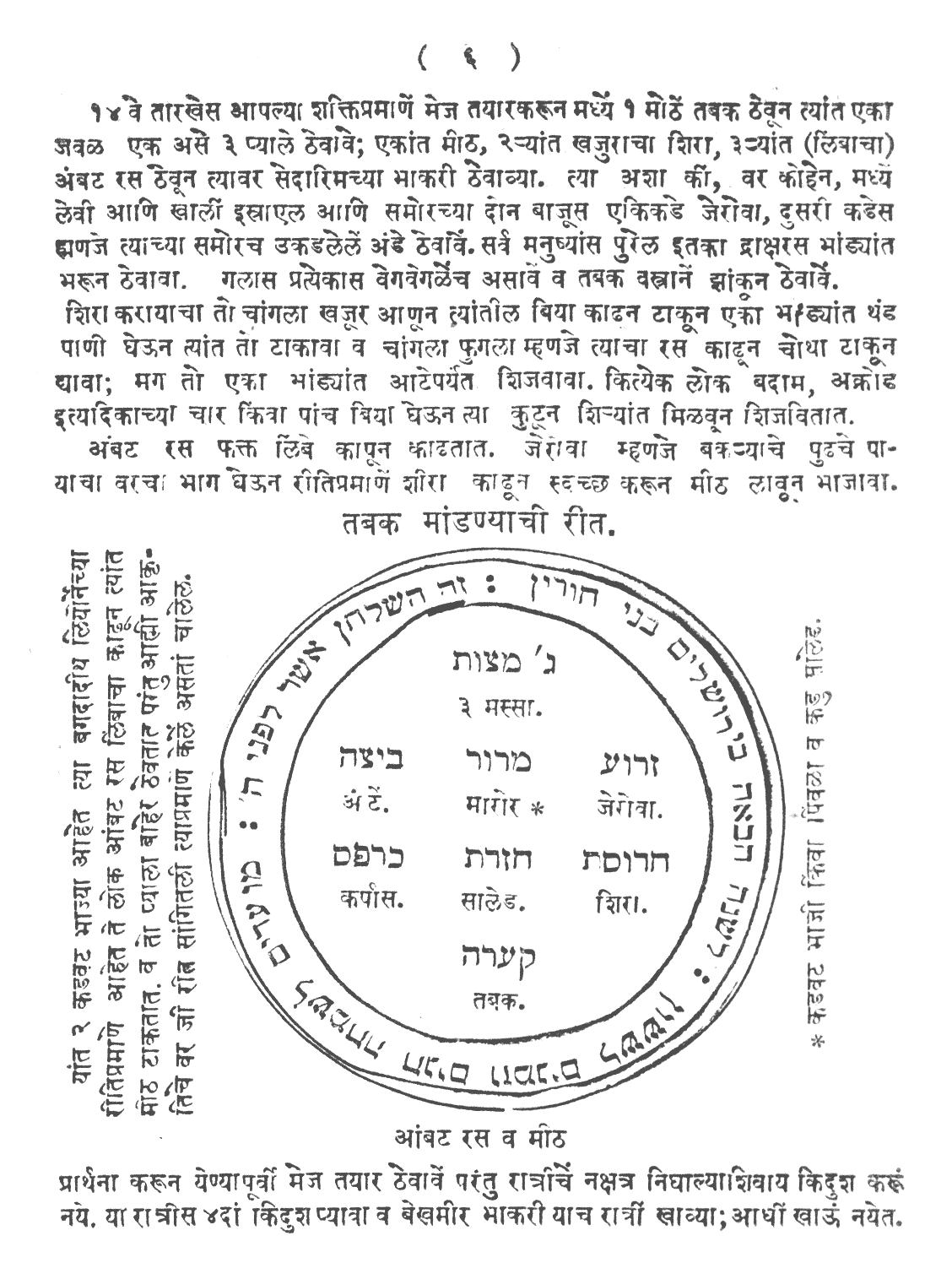
Een bladzijde uit de Haggada, geschreven in het Judeo-Marathi, in 1890 in Bombay gedrukt.

Het Judeo-Marathi (Marathi: जुदाव मराठी; Hebreeuws: מראטהית-יהודית) is een dialect van de taal Marathi, dat wordt gesproken door de Bene Israël, een Joodse etnische minderheid in India en Israël.
De taal is geschreven in het Devanagari-schrift, zoals andere Marathi-dialecten. Het bevat echter woorden die zijn ontleend aan het Hebreeuws en Aramees. Door de invloed van Joden uit Kochi zijn er ook woorden uit het Malayalam en Portugees deze taal binnengedrongen, en in veel mindere mate uit het Urdu en Engels.
In eerste plaats wordt het Judeo-Marathi gesproken door de Bene Israël-gemeenschap in India en Israël, in tweede plaats door de leden in Engeland, Canada en enkele andere plaatsen waar de gemeenschap zich bevindt. In Israël is het dialect weinig beïnvloed door de moderne taal, waardoor het bewaard is gebleven in zijn meer originele vorm. Het lijkt echter wel een uitstervende taal te worden. De jongere generaties spreken het Judeo-Marathi nog maar nauwelijks in zijn volledigheid.
Aan de Universiteit van Manchester bevindt zich een 19e-eeuws document, Poona Haggadah getiteld, dat in het Judeo-Marathi geschreven is.